# イネーブリング
心理療法、精神保健の文脈で使われるイネーブリング（Enabling）には、ポジティブなものとネガティブなものの二種類の意味がある。イネーブリングを与える者はイネーブラー（Enabler）、支え手（ささえて）と呼ばれる。

## ポジティブな文脈
ポジティブな文脈においては、個人の成長・自立を促す反応パターンを指す。これにより、個人は健全な方向へと導かれる。

## ネガティブな文脈
ネガティブな文脈では、個人のある種の問題の解決を手助けすることで、実際には当人の問題行動を継続させ悪化させるという、問題行動を指している 。第三者の責任感、義務感によって、結果的に当人の問題行動を維持させている。イネーブリングはアディクションの環境要因の中心である。
典型的パターンは、アルコール依存症患者とその共依存配偶者のペアである。イネーブラーはアルコール依存者の問題行動を「尻拭い」するような行動をとってしまう。例えば職場に病欠連絡を代わって行う、散乱した酒瓶を隠す、酒の購入代金を提供する。他にも、ギャンブル中毒患者の家族が、ギャンブル中毒者の代わりに借金を肩代わりする、といった行動もイネーブリングに含まれる。イネーブリングに含まれる行動としては、「小言・説教・叱責」、「世話焼き・尻拭い」、「監視」などが挙げられる。また患者が病気であることを否認したり、患者の言い訳作りに協力したりすることも含まれる。イネーブリングはアルコールやギャンブル中毒患者の心理的成長を妨害し、また共依存者の陰性感情を増大させる。こういった共依存者は、アルコール・ギャンブル等依存患者の被害者ではあるが、同時に協力者ともみなしえる。